# Carmen Lira Saade
Carmen Lira Saade es una periodista mexicana, directora desde 1996 del periódico mexicano La Jornada. Estudió periodismo en la Facultad de Ciencias Políticas y Sociales de la Universidad Nacional Autónoma de México.
Ganadora de númerosos premios entre ellos el Premio Nacional de Periodismo y el Premio Democracia 2017.

## Biografía
Carmen Lira nació el 11 de noviembre de 1942 en la Ciudad de México. Estudió periodismo en la Universidad Nacional Autónoma de México y en la Universidad Femenina de México. 
Se inició como reportera en la edición vespertina de  Novedades, en 1962. Posteriormente en el 1972, fue enviada a China a realizar reportajes y en el 1977 se convirtió en fundadora de Unomásuno donde fue jefa y directora de información.
Salió de Unomásuno en 1983 para fundar  La Jornada junto a un grupo de directivos, reporteros, articulistas, caricaturistas y en donde se desempeñaría como subdirectora de información.
Ha sido corresponsal de guerra en Nicaragua y corresponsal internacional en Washington D. C. y en China.
Se desempeñó como subdirectora y directora de La Jornada hasta ser elegida directora general, tras el retiro de Carlos Payán. Ejerce el cargo desde 1996, y ha sido reelegida cada cuatro años, desde entonces.

## Postura política
Lira Saade es una militante de la ideología de izquierda de forma abierta. En una entrevista que le hizo el periódico que dirige, dijo lo siguiente:
En cualquier parte del mundo, (el periodismo) es un ejercicio político, con matices y colores, con posiciones ideológicas, donde la objetividad es simplemente impracticable 
Ha sido una defensora de Fidel Castro. Incluso el gobierno cubano le otorgó la máxima condecoración al periodismo en ese país, la Distinción Félix Elmuza.
Si bien Lira Saade ha cuestionado algunos de los crímenes del gobierno cubano, como la persecución de la comunidad LGBTQ+ por parte del gobierno castrista, respecto a otras violaciones de los derechos humanos, a las restricciones a las libertades individuales y al libre comercio dentro de la isla ha sido más bien omisa.[cita requerida]

## Reconocimientos
- El lunes, 6 de noviembre del 2017, el Centro Cultural Caras y Caretas, de la Fundación Octubre, le otorgó, en el salón Leonardo Favio de la biblioteca del Congreso de la Nación en Argentina, el Premio Democracia.[9]